# 在涼亭裡
《在涼亭裡》（波蘭語：W altanie）是波蘭现实主义畫家亚历山大·吉列姆斯基於1882年創作的油画作品，目前於波蘭华沙國家博物館展出。

## 概述
畫作描繪夏日的花園內，一群穿著18世紀衣裳的貴族。中間刻畫了四個正交談的人，他們坐在一張桌子旁，另有一人站在他們身旁。桌上放著一張白色桌布、數個杯子，以及一個注滿半瓶酒的醒酒器。背景由右側的格子棚架和樹木組成，而左側則為坐在桌旁的另一群人。在畫作的左下角，可看到一個靠在噴泉上的人，以及數盆栽種於花盆內的植物。畫作以明亮、深沉而生動的色彩繪製，營造出一種炎炎夏日下的感性氣氛。

## 分析
吉列姆斯基在罗马定居後，於1882年繪製《在涼亭裡》，被視為他對印象主義的一次嘗試（approach）。該作品亦是他抗議「其作品主要與貧困人士的生活聯繫起來」的說法，這亦是他早期畫作的一個獨特之處。他想向批評者證明，現實主義的藝術表現手法可以描繪各式各樣的場景，包括與上層階級生活有關者。作為展示其藝術技巧的方法之一，藝術家對細節非常注重，並決定為畫中人物以上世紀的優雅服裝作打扮。吉列姆斯基的作品可與當代法國印象主義畫家作比較，縱然他未曾赴往巴黎，亦未有證據顯示他曾欣賞過他們的作品。